# 通用动力陆地系统
通用动力陆地系统（General Dynamics Land Systems，GDLS）是美国一家制造坦克和装甲战斗车辆等军用机械装备的工业企业。

## 历史
1982年2月，克莱斯勒宣布将以3.485亿美元的价格将其盈利的国防领域子公司——克莱斯勒防务出售给通用动力。出售工作于1982年3月完成，最终修订后的成交价格为3.361亿美元。该部门随后更名为通用动力陆地系统，接管了位于俄亥俄州莱马的联合系统制造中心与亚拉巴马州安尼斯敦的安尼斯敦陆军工厂，以及位于宾夕法尼亚州塔拉哈西与斯克兰顿的通用动力运营分部。目前该公司总部位于密歇根州斯特灵海茨。
2003年，该公司收购了斯泰尔-戴姆勒-普赫特种车辆（SSF），即斯泰尔-戴姆勒-普赫的军用车辆产品部门。同年，该公司位于加拿大安大略省伦敦的子公司——通用动力加拿大陆地系统（CDLS-C），从通用汽车手中收购了GM防务及其全部产品生产线，提供诸如LAV-25 、史崔克和基于这些底盘的其他型号的装甲战斗车辆。斯泰尔-戴姆勒-普赫特种车辆则在被收购后并入该公司欧洲分部，即通用动力欧洲陆地系统。
在该公司加拿大分部获得了一项为期14年、价值150亿美元的向沙特阿拉伯供应轻型装甲车的交易后，加拿大统一组织的代表对此表示担心。由于围绕该交易的负面宣传，伦敦工厂会在经济上受到影响，而且在该工厂就业的工会成员会失去工作。魁人政团领导人吉尔·杜塞佩和加拿大新民主党党魁唐民凯都对时任总理斯蒂芬·哈珀关于沙特阿拉伯的军售的保密性提出质疑，而加拿大国防和外交事务研究所的高级分析师戴维·佩里则认为，贸易细节的保密性是全球市场当中国内产业所需的务实外贸政策的一部分。
2024年4月11日，中華人民共和國外交部宣佈，因向中華民國出售武器，宣佈制裁通用动力陆地系统公司。

## 产品
- M1艾布拉姆斯主战坦克，美国主战坦克
- K1主战坦克，韩国主战坦克
- 轻型装甲车，步兵战车家族
- 斯特赖克装甲车，由加拿大 LAV III 衍生的八轮装甲车系列
- 阿贾克斯装甲侦察车 ，为英国陆军开发的履带式装甲车系列
- 水牛地雷防护车，轮式防雷、防伏击装甲军车
- 美洲狮伏击防护车，一种防伏击和步兵机动车，具有抗地雷和简易弹药的结构
- 多用途战术运输车，目前正由美国陆军试用中
- 狮鹫轻型坦克，正在开发的一系列装甲战车，并计划于美国陆军下一代战车计划中提供
- 机动防护火力车，一个正在进行士兵车辆评估的原型车
- 10-Ton 履带式机器人，机器人战车平台